# A.S.D. Santhià Calcio
Associazione Sportiva Dilettantistica Santhià Calcio là một câu lạc bộ bóng đá Ý, có trụ sở tại Santhià, Piedmont.

## Lịch sử
Câu lạc bộ được thành lập vào năm 1903.

## Màu sắc và huy hiệu
Màu của câu lạc bộ là đỏ đậm.